# Asamankese
Asamankese – miasto położone w Regionie Wschodnim w Ghany, na głównej drodze między dwoma największymi miastami Akrą na wybrzeżu i Kumasi wewnątrz kraju. Populacja w przybliżeniu wynosi 34 tys. mieszkańców. Jest stolicą dystryktu West Akim.
Pod koniec XVI stulecia Asamankese pełniło rolę stolicy Otumfo Asare – władcy Akan w stanie Akwamu.
Główne uprawy: ignam, maniok jadalny, kukurydza, banany, kakao, owoce cytrusowe, orzechy koli i kawa. Przemysł drzewny obejmuje: mahoniowiec, makore, guarea, i afrykańskie orzechy. W okolicy wydobywa się też diamenty przemysłowe i boksyt.